# 久野和禎
久野 和禎（ひさの かずよし、1974年2月22日 - ）は、日本の実業家、コンサルタント、コーチ、自己啓発書作家。コノウェイ株式会社代表取締役社長。

## 来歴
横浜市生まれ。立教英国学院、東京大学経済学部、筑波大学MBA（International Business専攻）卒業。
東京大学経済学部を卒業後、ボーカルスクールの経営を開始し、27歳で通信販売の会社を創業。数年間2社を経営したのち30歳より一般企業に入社。
タイコ・エレクトロニクスにてファイナンス及びマーケティングマネージャー、フィリップス（蘭）にて経営企画、組織変革推進、営業企画、ロジスティクスの各分野の部門責任者及び新規事業立ち上げ、ビューローベリタス（仏）にて営業部長、ProFuture（旧HRプロ）の常務取締役兼COOを歴任。この頃、筑波大学国際経営プロフェッショナルで学ぶ。
ルー・タイスと苫米地英人が共同で作ったTPIE（Tice Principles in Excellence）に出会いコーチングを志すようになり、両者に師事してコグニティブコーチングを学び、複数のライセンスを取得。2015年12月にコーチングを中心とした経営支援を行うコノウェイ株式会社を立ち上げ、代表取締役社長に就任。2016年にはテンプル大学ジャパンキャンパスで認知心理学講座を教えていた。

## 書籍
- 思い描いた未来が現実になる ゴールドビジョン（PHP研究所、2016年12月、ISBN 978-4569832296）[6]
- 「組織が結果を出す」非常識でシンプルなしくみ（開拓社、2017年8月、ISBN 978-4-7589-7018-1）
- いつも結果を出す部下に育てるフィードフォワード（フォレスト出版、2018年7月、ISBN 978-4894519893）
- CEOコーチング（日本経済新聞出版社、2020年2月、ISBN 978-4532323226）

## 関連文献
- 久野和禎『思い描いた未来が現実になる ゴールドビジョン』PHP研究所、2016年12月。ISBN 978-4569832296。